# Danh sách xã thuộc tỉnh Bình Thuận
Tính đến ngày 1 tháng 12 năm 2024, tỉnh Bình Thuận có 121 đơn vị hành chính cấp xã, trong đó có 93 xã.
Dưới đây là danh các xã thuộc tỉnh Bình Thuận hiện nay.
| Xã            | Trực thuộc           | Diện tích (km²) | Dân số (người) | Mật độ dân số (người/km²) | Thành lập |
| ------------- | -------------------- | --------------- | -------------- | ------------------------- | --------- |
| Bắc Ruộng     | Huyện Tánh Linh      |                 |                |                           |           |
| Bình An       | Huyện Bắc Bình       |                 |                |                           |           |
| Bình Tân      | Huyện Bắc Bình       |                 |                |                           |           |
| Bình Thạnh    | Huyện Tuy Phong      |                 |                |                           |           |
| Chí Công      | Huyện Tuy Phong      |                 |                |                           |           |
| Đa Kai        | Huyện Đức Linh       |                 |                |                           |           |
| Đa Mi         | Huyện Hàm Thuận Bắc  |                 |                |                           |           |
| Đông Giang    | Huyện Hàm Thuận Bắc  |                 |                |                           |           |
| Đông Hà       | Huyện Đức Linh       |                 |                |                           |           |
| Đồng Kho      | Huyện Tánh Linh      |                 |                |                           |           |
| Đông Tiến     | Huyện Hàm Thuận Bắc  |                 |                |                           |           |
| Đức Bình      | Huyện Tánh Linh      |                 |                |                           |           |
| Đức Hạnh      | Huyện Đức Linh       |                 |                |                           |           |
| Đức Phú       | Huyện Tánh Linh      |                 |                |                           |           |
| Đức Thuận     | Huyện Tánh Linh      |                 |                |                           |           |
| Đức Tín       | Huyện Đức Linh       |                 |                |                           |           |
| Gia An        | Huyện Tánh Linh      |                 |                |                           |           |
| Gia Huynh     | Huyện Tánh Linh      |                 |                |                           |           |
| Hải Ninh      | Huyện Bắc Bình       |                 |                |                           |           |
| Hàm Cần       | Huyện Hàm Thuận Nam  |                 |                |                           |           |
| Hàm Chính     | Huyện Hàm Thuận Bắc  |                 |                |                           |           |
| Hàm Cường     | Huyện Hàm Thuận Nam  |                 |                |                           |           |
| Hàm Đức       | Huyện Hàm Thuận Bắc  |                 |                |                           |           |
| Hàm Hiệp      | Huyện Hàm Thuận Bắc  |                 |                |                           |           |
| Hàm Kiệm      | Huyện Hàm Thuận Nam  |                 |                |                           |           |
| Hàm Liêm      | Huyện Hàm Thuận Bắc  |                 |                |                           |           |
| Hàm Minh      | Huyện Hàm Thuận Nam  |                 |                |                           |           |
| Hàm Mỹ        | Huyện Hàm Thuận Nam  |                 |                |                           |           |
| Hàm Phú       | Huyện Hàm Thuận Bắc  |                 |                |                           |           |
| Hàm Thạnh     | Huyện Hàm Thuận Nam  |                 |                |                           |           |
| Hàm Thắng     | Huyện Hàm Thuận Bắc  |                 |                |                           |           |
| Hàm Trí       | Huyện Hàm Thuận Bắc  |                 |                |                           |           |
| Hòa Minh      | Huyện Tuy Phong      |                 |                |                           |           |
| Hòa Thắng     | Huyện Bắc Bình       |                 |                |                           |           |
| Hồng Liêm     | Huyện Hàm Thuận Bắc  |                 |                |                           |           |
| Hồng Phong    | Huyện Bắc Bình       |                 |                |                           |           |
| Hồng Sơn      | Huyện Hàm Thuận Bắc  |                 |                |                           |           |
| Hồng Thái     | Huyện Bắc Bình       |                 |                |                           |           |
| Huy Khiêm     | Huyện Tánh Linh      |                 |                |                           |           |
| La Dạ         | Huyện Hàm Thuận Bắc  |                 |                |                           |           |
| La Ngâu       | Huyện Tánh Linh      |                 |                |                           |           |
| Long Hải      | Huyện Phú Quý        |                 |                |                           |           |
| Măng Tố       | Huyện Tánh Linh      |                 |                |                           |           |
| Mê Pu         | Huyện Đức Linh       |                 |                |                           |           |
| Mương Mán     | Huyện Hàm Thuận Nam  |                 |                |                           |           |
| Mỹ Thạnh      | Huyện Hàm Thuận Nam  |                 |                |                           |           |
| Nam Chính     | Huyện Đức Linh       |                 |                |                           |           |
| Nghị Đức      | Huyện Tánh Linh      |                 |                |                           |           |
| Ngũ Phụng     | Huyện Phú Quý        |                 |                |                           |           |
| Phan Dũng     | Huyện Tuy Phong      |                 |                |                           |           |
| Phan Điền     | Huyện Bắc Bình       |                 |                |                           |           |
| Phan Hiệp     | Huyện Bắc Bình       |                 |                |                           |           |
| Phan Hòa      | Huyện Bắc Bình       |                 |                |                           |           |
| Phan Lâm      | Huyện Bắc Bình       |                 |                |                           |           |
| Phan Rí Thành | Huyện Bắc Bình       |                 |                |                           |           |
| Phan Sơn      | Huyện Bắc Bình       |                 |                |                           |           |
| Phan Thanh    | Huyện Bắc Bình       |                 |                |                           |           |
| Phan Tiến     | Huyện Bắc Bình       |                 |                |                           |           |
| Phong Nẫm     | Thành phố Phan Thiết | 4,62            |                |                           |           |
| Phong Phú     | Huyện Tuy Phong      |                 |                |                           |           |
| Phú Lạc       | Huyện Tuy Phong      |                 |                |                           |           |
| Phước Thể     | Huyện Tuy Phong      |                 |                |                           |           |
| Sông Bình     | Huyện Bắc Bình       |                 |                |                           |           |
| Sông Lũy      | Huyện Bắc Bình       |                 |                |                           |           |
| Sông Phan     | Huyện Hàm Tân        |                 |                |                           |           |
| Sơn Mỹ        | Huyện Hàm Tân        |                 |                |                           |           |
| Sùng Nhơn     | Huyện Đức Linh       |                 |                |                           |           |
| Suối Kiết     | Huyện Tánh Linh      |                 |                |                           |           |
| Tam Thanh     | Huyện Phú Quý        |                 |                |                           |           |
| Tân Bình      | Thị xã La Gi         | 57,83           |                |                           |           |
| Tân Đức       | Huyện Hàm Tân        |                 |                |                           |           |
| Tân Hà        | Huyện Đức Linh       |                 |                |                           |           |
| Tân Hà        | Huyện Hàm Tân        |                 |                |                           |           |
| Tân Hải       | Thị xã La Gi         | 34,27           |                |                           |           |
| Tân Lập       | Huyện Hàm Thuận Nam  |                 |                |                           |           |
| Tân Phúc      | Huyện Hàm Tân        |                 |                |                           |           |
| Tân Phước     | Thị xã La Gi         | 32,73           |                |                           |           |
| Tân Thành     | Huyện Hàm Thuận Nam  |                 |                |                           |           |
| Tân Thắng     | Huyện Hàm Tân        |                 |                |                           |           |
| Tân Thuận     | Huyện Hàm Thuận Nam  |                 |                |                           |           |
| Tân Tiến      | Thị xã La Gi         | 41,72           |                |                           |           |
| Tân Xuân      | Huyện Hàm Tân        |                 |                |                           |           |
| Thắng Hải     | Huyện Hàm Tân        |                 |                |                           |           |
| Thiện Nghiệp  | Thành phố Phan Thiết | 74,04           |                |                           |           |
| Thuận Hòa     | Huyện Hàm Thuận Bắc  |                 |                |                           |           |
| Thuận Minh    | Huyện Hàm Thuận Bắc  |                 |                |                           |           |
| Thuận Quý     | Huyện Hàm Thuận Nam  |                 |                |                           |           |
| Tiến Lợi      | Thành phố Phan Thiết | 6,1             |                |                           |           |
| Tiến Thành    | Thành phố Phan Thiết | 52,24           |                |                           |           |
| Trà Tân       | Huyện Đức Linh       |                 |                |                           |           |
| Vĩnh Hảo      | Huyện Tuy Phong      |                 |                |                           |           |
| Vĩnh Tân      | Huyện Tuy Phong      |                 |                |                           |           |
| Vũ Hòa        | Huyện Đức Linh       |                 |                |                           |           |